# Palaemon powelli
Palaemon powelli is een garnalensoort uit de familie van de Palaemonidae. De wetenschappelijke naam van de soort is voor het eerst geldig gepubliceerd in 2009 door Ashelby & De Grave.